# آمنة الحسن
آمنة الحسن (مواليد 1988 في الخرطوم، السودان) هي فنانة تشكيلية سودانية ومهندسة معمارية، يعيش ويعمل في الخرطوم. غالبًا ما تركز أعمالها الفنية على تصور المرأة السودانية في الحياة العامة والخاصة، والتي يتم التعبير عنها في مجموعة متنوعة من وسائل الإعلام، بما في ذلك الطباعة والرسم.
الصورة المرفقة لها هي بورتريه من أعمال المصور علاء خير في عام 2020.

## الحياة والعمل
حصلت الحسن على درجة البكالوريوس في الهندسة المعمارية من جامعة الخرطوم في عام 2010، ثم حصلت في عام 2013 على درجة الماجستير في التصميم المعماري من جامعة سابينزا في روما، إيطاليا. بعد عودتها إلى السودان، كرست نفسها للفنون الجميلة والرسم، وعملت مع معلمها الفنان السوداني حاتم كوكو، في مركز الخرطوم لتدريب الفنون. عُرضت معارضها الأولى في الخرطوم في مركز راشد دياب للفنون ومتحف السودان الوطني، من بين آخرين، من عام 2016 فصاعدًا. علاوة على ذلك، فقد عرضت أعمالها في العديد من المعارض الدولية، وفي يوليو 2022 دعيت كمحاضرة ضيفة في جامعة الفنون الجميلة في هامبورغ، ألمانيا، حيث قامت بتدريس فصل بعنوان "الفن في أوقات الأزمات". ظهرت أعمالها أيضًا في كتاب الفن لعام 2019 بعنوان السودان الذي أعيد سرده كجزء من مجموعة من الفنانين الشباب الذين يروون نسخهم الفنية من التاريخ السوداني والحاضر والمستقبل.
وفقًا لمجلة الإيكونوميست، التي كتبت عن المعرض الأخير في معرض سربنتين في لندن لكبار الرسامين ومعلم الفنون السودانية كمالا إبراهيم إسحاق، فإن الحسن هو فنان سوداني بارز، يرسم شخصيات فردية متأثرة بحركة مجموعة الكريستال في إسحاق.

## معرض فردي في فرانكفورت
أعلن متحف شيرن للفنون في فرانكفورت/ ماين بألمانيا، في معرض من نوفمبر 2022 حتى فبراير 2023، عن معرض فردي للفنان الحسن بعنوان الأجسام المفككة- بحثًا عن الوطن. صُممت لوحة جدارية كبيرة الحجم بعنوان "ديسمبر" خصيصًا للقاعة المستديرة لمتحف الفن المشهور عالميًا، وهي عبارة عن نصب تذكاري لضحايا الثورة السودانية التي بدأت في ديسمبر 2018 وحظيت بدعم كبير من النساء السودانيات. وبصرف النظر عن جداريتها الكبيرة، يعرض المعرض 21 لوحة ومطبوعات أنتجتها الحسن منذ عام 2019، تعرض مشاهد من الحياة اليومية بالإضافة إلى صور لنساء سودانيات. في الوقت نفسه نشرت أعمال الحسن الفنية والنصوص المصاحبة لها كنظرة أولى على عملها في منشور تاريخي فني.
كتبت في مراجعة "فرانكفورتر ألجماينه تسايتونج" لوحاتها ومطبوعاتها التجريبية، التي أنشأت باستخدام تقنيات رقمية وتناظرية مختلفة والتي تستخدم فيها الطلاء بالزيت والاكريليك والرش في طبقات على الورق والقماش، تعالج التغيير والمقاومة للمرأة السودانية". وبحسب سيباستيان بادن، مدير متحف شيرن للفنون، فإن الحسن "صوت مهم للتمكين الذاتي الفني في السودان". علاوة على ذلك، أضاف: "من خلال رسمها البانورامي الخاص بالموقع في القاعة المستديرة في منطقة شيرن، تضع الحسن علامة على الشجاعة والالتزام بديمقراطية نابضة بالحياة. وقد كرست الفنانة نصب تذكاري فني استشرافي لضحايا مجزرة الخرطوم ".
وتعليقًا على أسلوب عمل الحسن مع الجرافيتي السوداني والرسالة السياسية للجدارية "ديسمبر"، وصفت القيّمة لاريسا ديانا فورمان المعرض بأنه "صلة مباشرة بين الاحتجاجات في الشارع السوداني ومساحة المتحف" في فرانكفورت.

## معارض جماعية ومنفردة
- مركز راشد دياب للفنون، الخرطوم، 2017.
- متحف السودان القومي، الخرطوم، 2016.
- الجولات الفنية المعاصرة بقرطاج المركز، تونس، 2019[10]

- معرض أفريارت في كمبالا، أوغندا، 2020.[11]
- معرض مصر الدولي للفنون، القاهرة، مصر، 2021.
- جامعة الفنون الجميلة، هامبورغ، ألمانيا، 2022.[1]
- متحف شيرن للفنون في فرانكفورت/ ماين، ألمانيا، 2022/2023.

## أنظر أيضا
- الفنون التشكيلية للسودان - القرن الحادي والعشرون وفن الثورة.
- الثورة السودانية - الشعارات والفنون الشعبية.
- السودان 2019 ،أني زيرو.